# Maish Vaya
Maish Vaya es un lugar designado por el censo ubicado en el condado de Pima en el estado estadounidense de Arizona. En el Censo de 2010 tenía una población de 158 habitantes y una densidad poblacional de 14,4 personas por km².

## Geografía
Maish Vaya se encuentra ubicado en las coordenadas 32°10′13″N 112°8′3″O / 32.17028, -112.13417. Según la Oficina del Censo de los Estados Unidos, Maish Vaya tiene una superficie total de 10.97 km², de la cual 10.97 km² corresponden a tierra firme y (0%) 0 km² es agua.

## Demografía
Según el censo de 2010, había 158 personas residiendo en Maish Vaya. La densidad de población era de 14,4 hab./km². De los 158 habitantes, Maish Vaya estaba compuesto por el 0% blancos, el 0% eran afroamericanos, el 98.1% eran amerindios, el 0% eran asiáticos, el 0% eran isleños del Pacífico, el 0.63% eran de otras razas y el 1.27% pertenecían a dos o más razas. Del total de la población el 0.63% eran hispanos o latinos de cualquier raza.